# Egira ambigua
Egira ambigua is een vlinder uit de familie van de uilen (Noctuidae). De wetenschappelijke naam van de soort is voor het eerst geldig gepubliceerd in 1997 door Galsworthy.